# Ann D. Begeman

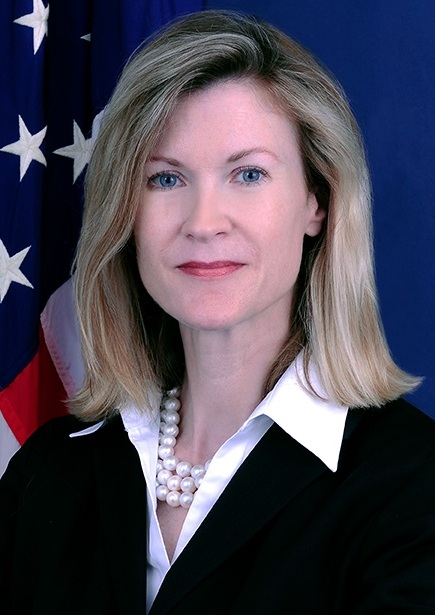
Ann D. Begeman (2011)

Ann Dawn Begeman (geboren 18. April 1964 in Sioux Falls (South Dakota)) ist seit 2011 Mitglied des Leitungsgremiums der amerikanischen Regulierungsbehörde Surface Transportation Board und war von 2017 bis 2021 Leiterin der Behörde.

## Leben
Ann D. Begeman wuchs als Tochter einer Lehrerin und eines Farmers auf einer Milchfarm in der Nähe von Humboldt in South Dakota auf. Sie besuchte bis 1983 die West Central High School. 1986 erhielt sie einen Bachelor of Science in Betriebswirtschaftslehre an der University of South Dakota. Anschließend arbeitete sie bis März 1988 im Büro des republikanischen Senators Larry Pressler. Danach war sie bis Juli 1992 bei First American Bankshares, Inc. in der Gehaltsberechnung tätig. Es folgte eine erneute Beschäftigung im Büro von Larry Pressler bis November 1994. Da Larry Pressler Vorsitzender des Senatskomitees für Wirtschaft, Wissenschaft und Transport wurde, war sie von November 1994 bis zum Januar 2004 im Beraterstab dieses Komitees, davon ab Januar 2002 als stellvertretender Direktorin tätig. Während dieser Zeit arbeitete sie am Interstate Commerce Commission Termination Act mit, mit dem das Surface Transportation Board geschaffen wurde. Larry Pressler wurde 1996 nicht wiedergewählt, der Vorsitz des Komitees ging auf John McCain über, für den sie fortan arbeitete. Im Team von Senator John McCain war sie von Januar 2004 bis zum Mai 2009 als Legislativ-Direktorin und daneben vom März 2007 bis zum Februar 2008 kommissarisch als Leiterin des Mitarbeiterstabes tätig. Während der Präsidentschaftskampagne von McCain 2008 war sie außerdem Pressesprecherin. Ab Mai 2009 war sie dann wieder beim Senatskomitee beschäftigt und war ab August 2009 leitende Direktorin.
Am 5. Januar 2011 wurde Ann D. Begeman als republikanische Nachfolgerin für Charles D. Nottingham für das Surface Transportation Board nominiert. Am 2. Mai 2011 trat sie ihre bis zum 31. Dezember 2015 währende Amtszeit an. Da kein Nachfolger bestimmt wurde und sie nicht rechtzeitig neu nominiert wurde, verlängerte sich ihre Amtszeit bis maximal zum 31. Dezember 2016. Am 7. Dezember 2016 wurde sie von Barack Obama erneut für eine Amtszeit bis zum 31. Dezember 2020 nominiert. Die Bestätigung des Senates erfolgte am 9. Dezember 2016. Sie gilt mit mehr als 20 Jahren Erfahrung in der Regulierung des Transportsbereiches als eine der erfahrensten Mitglieder des Boards der letzten Jahre. Die Zusammenarbeit mit dem Vorsitzenden des Boards, Daniel R. Elliott III., gestaltete sich schwierig, da dieser vor allem Alleinentscheidungen traf. Begeman sah sich deshalb wiederholt veranlasst, abweichende Meinungen zu den gefassten Entscheidungen zu treffen. Sie hat damit allein 40 % aller bisher abweichenden Meinungen seit Bestehen des Boards verfasst.
Am 25. Januar 2017 berief sie Präsident Donald Trump zur kommissarischen Leiterin und am 20. März 2018 zur regulären Leiterin der Behörde. Mit der Ernennung von Martin J. Oberman am 21. Januar 2021 durch Präsident Biden endete ihre Tätigkeit als Leiterin des Surface Transportation Boards. Am 16. Dezember 2021 wurde ihre Nachfolgerin Karen Hedlund vom Senat bestätigt.
Seit dem 27. Januar 2025 sitzt sie im Aufsichtsrat der CSX Corporation.
Ann D. Begeman wohnt in Alexandria (Virginia).